# Boomerang (film)
Boomerang är en romantisk komedi från 1992 med Eddie Murphy och Halle Berry i huvudrollerna. Filmen regisserades av Reginald Hudlin och mottog blandad kritik från media. Den blev trots det en kommersiell succé med intäkter på över 131 miljoner dollar. 
Filmen fick flera prisnomineringar vid BMI Film & TV Awards och MTV Movie Awards och dess  soundtrackalbum blev en bästsäljare. The Boomerang soundtrack innehöll bland annat R&B-sångerskan Toni Braxtons debut, med sången "Love Shoulda Brought You Home".

## Rollista
- Eddie Murphy som Marcus Graham
- Halle Berry som Angela Lewis
- Robin Givens som Jacqueline Broyer
- David Alan Grier som Gerard Jackson
- Martin Lawrence som Tyler
- Bebe Drake som Mrs. Jackson
- Chris Rock som Bony T
- Eartha Kitt som Lady Eloise
- Geoffrey Holder som Nelson
- Grace Jones som Helen Strangé
- John Canada Terrell som Todd
- John Witherspoon som Mr. Jackson
- Kenny Blank som Kenny
- Lela Rochon som Christie
- Leonard Jackson som Lloyd the Chemist
- Tisha Campbell-Martin som Yvonne
- Melvin Van Peebles som Editor
- Daryl Mitchell som Street Photographer